# 出岸镇
出岸镇，是中华人民共和国河北省沧州市任丘市下辖的一个乡镇级行政单位。

## 行政区划
出岸镇下辖以下地区：
出岸一村、出岸二村、出岸三村、出岸四村、南曹口村、北曹口一村、北曹口二村、袁果庄村、东良淀村、百尺村、小关村、王家务村、赵家务村、刘家务村、谢家务村、段家务村、庄家营村、陈家营村、郭家营村、石家营村、庞家营村、大辛庄村、东古贤村和西古贤村。